# هيكتور مانزانيلا
هيكتور مانزانيلا (بالإسبانية: Héctor Manzanilla)‏ (مواليد 28 يونيو 1985) هو ملاكم فنزويلي، مثّل بلاده في الألعاب الأولمبية الصيفية 2008.

## روابط خارجية
هيكتور مانزانيلا على موقع أوليمبيديا (الإنجليزية)